# Zygopetalinae
Zygopetalinae es una subtribu dentro de las Orchidaceae.
El nombre se deriva del género Zygopetalum.
La subtribu incluye 28 géneros y aproximadamente 420 especies principalmente de orquídeas epífitas que se caracterizan por tener cuatro polinias aplanadas y superpuestas y una estrecha hendidura en forma de marca.

## Taxonomía y filogenia
Tradicionalmente, la subtribu Zygopetalinae se encontraba en la tribu Maxillarieae, pero las investigaciones de ADN realizadas por Cameron en 1999 y más tarde en 2005 por Chase et al. demuestra que este último grupo es parte de la extenso pero monofilética tribu Cymbidieae.

## Géneros
| - Acacallis - Ackermania - Aganisia - Batemannia - Benzingia - Chaubardia - Chaubardiella - Cheiradenia - Chondrorhyncha - Chondroscaphe | - Cochleanthes - Cryptarrhena - Dichaea - Galeottia - Huntleya - Kefersteinia - Koellensteinia - Neogardneria - Otostylis | - Pabstia - Paradisanthus - Pescatoria - Promenaea - Stenia - Warrea - Warreella - Warreopsis - Zygopetalum - Zygosepalum |

Según wikispecies
- Aetheorhyncha - Aganisia - Batemannia - Benzingia - Chaubardia - Chaubardiella - Cheiradenia - Chondrorhyncha - Chondroscaphe - Cochleanthes - Cryptarrhena - Daiotyla - Dichaea - Echinorhyncha - Euryblema - Galeottia - Hoehneella - Huntleya - Ixyophora - Kefersteinia - Koellensteinia - Neogardneria - Otostylis - Pabstia - Paradisanthus - Pescatoria - Promenaea - Stenia - Stenotyla - Warczewiczella - Warrea - Warreella - Warreopsis - Zygopetalum - Zygosepalum

Nothogénero: × Bensteinia